# Asura homogena
Asura homogena är en fjärilsart som beskrevs av Adalbert Seitz 1910. Asura homogena ingår i släktet Asura och familjen björnspinnare. Inga underarter finns listade i Catalogue of Life.